# Избирательная система США

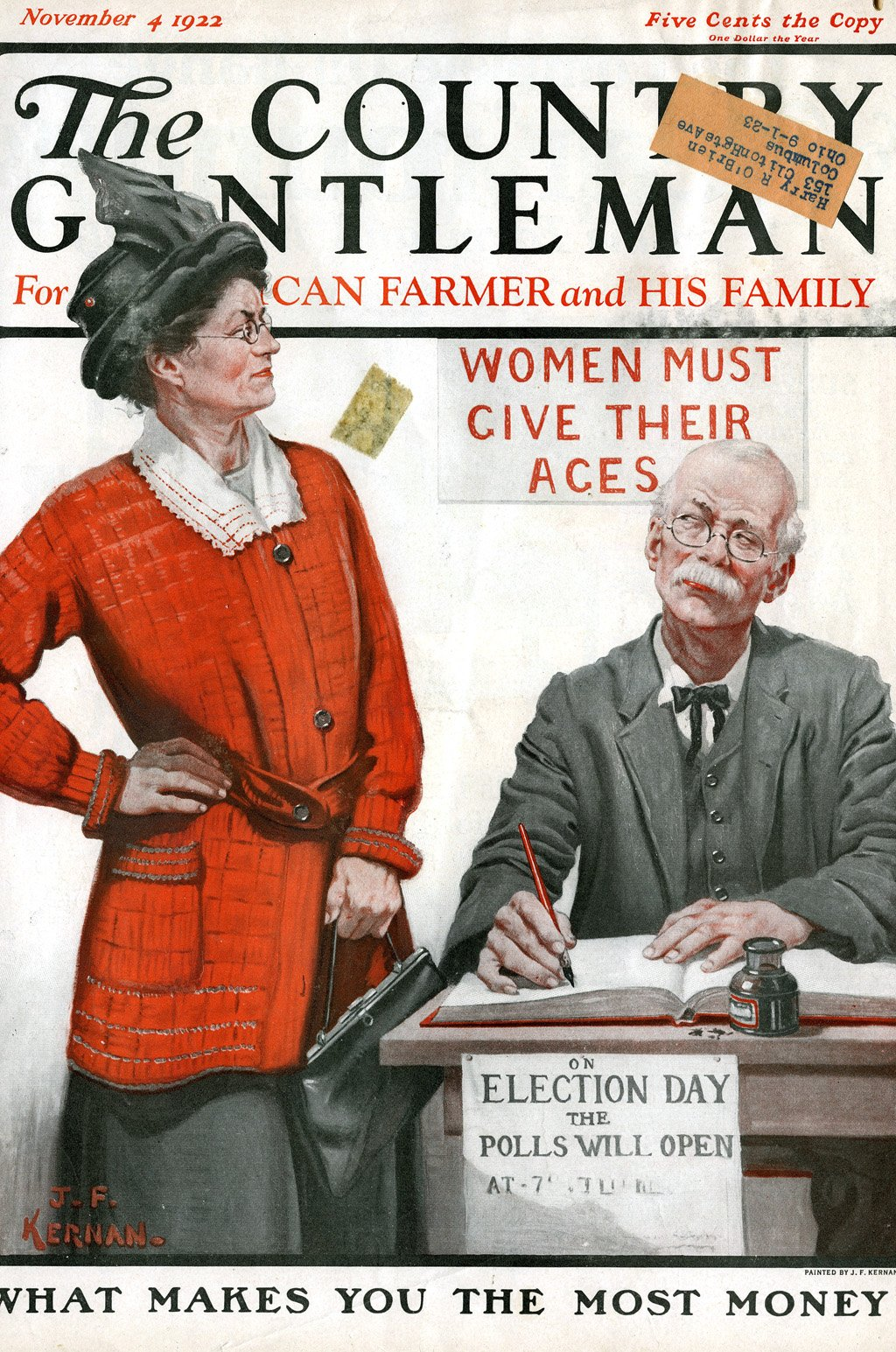

США управляются федеральным правительством, с выборными представителями на федеральном (общенациональном) уровне, уровне штатов и локальном уровне.
Выборы и подготовка к ним — стержневое событие политической жизни американского общества. Выборными являются свыше 18 тысяч должностей, начиная с президента США и заканчивая шерифом небольшой сельской общины. Выборы в федеральные органы власти проводятся по всей стране одновременно в ноябре каждого чётного года.

## Президентские выборы
Президент и вице-президент США избираются вместе на выборах, проходящих раз в 4 года. Выборы непрямые: победитель определяется Коллегией выборщиков; голосующие в каждом штате выбирают один из списков выборщиков, обозначенных каким-либо кандидатом. Выборщики обычно заранее обещают проголосовать за кандидата от их партии (и именно имена этих кандидатов размещаются в бюллетенях, а не имена отдельных выборщиков). Голосование выигрывает кандидат, набравший более половины голосов Коллегии выборщиков (в нынешнее время по крайней мере 270 голосов из 538). За счёт непрямого голосования, возможна (и происходила) ситуация, когда кандидат, получивший большинство голосов выборщиков, тем не менее условно проиграл бы, если бы учитывались голоса отдельных людей на общенациональном уровне. До принятия Двенадцатой поправки к Конституции США в 1804 году, занявший второе место на этих выборах становился вице-президентом.
Президентские выборы в США проходят по принципу «победитель получает всё», причём это правило действует как на уровне штата (кроме двух штатов, в которых часть выборщиков избирается на уровне избирательных округов), когда избирается коллегия выборщиков, так и на уровне самой коллегии. Это значит, что для того, чтобы выиграть выборы на уровне штата (многомандатный округ на выборах членов коллегии) нет необходимости набирать абсолютное большинство, а затем, при голосовании выборщиков, также достаточно лишь простого большинства голосов. Страна состоит из 50 штатов. Каждый штат, пропорционально количеству жителей (определяется последней переписью населения), даёт «электоральные голоса». Граждане США, проживающие на территориях (включая инкорпорированные), в выборах не участвуют. С изменением демографической ситуации количество электоральных голосов изменяется. К примеру, Флорида в 2000 году давала 25 голосов, а в 2016 году уже 29. Всего по стране все штаты дают 538 электоральных голосов. Для победы необходимо набрать простое большинство электоральных голосов.
Правило «победитель получает всё» на практике означает, что независимо от пропорционального распределения голосов тот из кандидатов, кто получил простое их большинство, получает в результате все электоральные голоса. Рассмотрим для примера выборы выборщиков в штате Калифорния 2000 года и ситуацию, когда в результате голосования один из кандидатов набирает больше любого другого кандидата внутри штата. В 2000 году за Альберта Гора в Калифорнии проголосовали 5,8 миллиона человек или 53,45 %. За Буша — 4,5 миллиона или 41,65 %. Таким образом, Гор набрал большинство внутри штата Калифорния и он получил все 54 электоральных голоса Калифорнии. Во Флориде Гор набрал 2,912,253 голосов, а Буш — 2,912,790. Эта разница в 500 голосов и принесла Бушу победу в штате. В итоге Джордж Буш получил все 25 электоральных голосов штата Флорида.
Общий счет по результатам выборов 2000 года составил:
- Гор — 266 электоральных голосов
- Буш — 271 электоральный голос

Практически любой маленький штат, дающий 3-4 голоса, мог изменить ситуацию.
При этом фактически за Гора проголосовало большее количество избирателей по стране, чем за Буша. Но по электоральным голосам выиграл Буш.
Такая система выборов заставляет кандидатов не просто агитировать всё население Америки, а анализировать ситуацию в каждом штате, чтобы определить, возможно ли набрать большинство в этом штате и получить все электоральные голоса штата, или имеет смысл перенаправить ресурсы на штаты, где шансы набрать большинство существенно выше. Президентские кампании 2008 и 2016 гг. знаменательны, прежде всего, тем, что кандидаты ведут нешуточную борьбу именно в штатах, где их шансы почти равны. И зачастую это малонаселенные штаты, дающие всего 5-7 электоральных голосов.
В то же время, как показывает опыт других стран, подобная система выборов имеет существенный положительный аспект. А именно, устойчивость к манипуляциям и фальсификациям, совершённым внутри одного региона. Например, если вдруг в каком-либо штате фальсифицируют явку до 100 % и процент одного из кандидатов до 100, подобное событие ничего не изменит в итогах выборов (предполагая, что этот кандидат и так бы взял все голоса штата и до фальсификаций). Если подсчитывать голоса стандартным способом, один такой штат нивелировал бы результаты 20 других с явкой в 50 % и 45 процентами, отданных за того же кандидата. Возможно, именно свойство Американской системы, позволяющее делегировать выборные процедуры штатам, сохранило её неизменность и функциональность на протяжении нескольких столетий.

## Выборы в Конгресс США
Конгресс США состоит из двух палат: Палаты представителей, избираемой на основе прямого голосования, и Сената, в состав которого прямым голосованием избираются по 2 представителя от каждого штата. В Палате представителей 435 мест, которые распределяются по штатам в зависимости от численности их населения; её члены избираются на два года.
Сенат состоит из 100 членов, по два от каждого штата, избираемых на срок в 6 лет. Первоначально сенаторов избирали члены законодательных собраний штатов, но с 1913 года, после вступления в силу 17-й поправки к Конституции, выборы сенаторов стали прямыми. Они проводятся одновременно с выборами в Палату представителей, при этом каждые два года переизбирается 1/3 состава сената. Избирательный округ по выборам в Сенат — весь штат.
Конституция (вместе с поправками) гарантирует избирательные права всем гражданам США, достигшим 18 лет. Наибольший интерес со стороны избирателей вызывают президентские выборы. Если выборы в Конгресс, губернаторов штатов происходят не одновременно с президентскими, то интерес к ним и, соответственно, участие избирателей падает в среднем на 14 процентов.
В США действует мажоритарная система выборов, когда кандидат, получивший в одномандатном округе относительное большинство голосов, считается победившим. Это дает предпосылки для развития двухпартийности.

## Федеральные правовые требования к штатам
Четырнадцатая, Пятнадцатая, Девятнадцатая и Двадцать шестая поправки к Конституции США ограничивают для штатов возможности сужать избирательное право. Закон 1965 года об избирательных правах устанавливает запрет цензов грамотности и иных мер, ведущих к расовой дискриминации при выборах (например, при нарезке избирательных округов).

## Критика
- Отсутствие в ряде штатов конкуренции среди кандидатов. Например, в 2006 году на выборах в Конгресс США по 36 избирательным округам кандидаты баллотировались безальтернативно, а ещё в 75 округах альтернативные кандидаты потратили на кампанию менее 5 тыс. долларов[1].
- Ряд политиков и экспертов скептически относятся к порядку выбора высшего руководства страны (президента и вице-президента) через систему выборщиков. Система выборщиков пять раз приводила к тому, что президентом становился тот, за кого проголосовало меньшинство избирателей страны. В 2000 г. кандидат от Демократической партии Альберт Гор получил 50 992 335 голосов избирателей и 266 голосов выборщиков, а республиканец Джордж Буш-младший — 50 455 156 и 271 голос выборщиков. То есть, Гор получил на 537 тыс. больше голосов избирателей, чем Джордж Буш-младший, но меньше голосов выборщиков, по голосам выборщиков победил Дж. Буш-младший, который и стал очередным Президентом США[2].

Апологеты избирательной системы США отмечают, что критики зачастую смотрят на неё с позиции своих этно-социальных привычек и знаний, не понимая, что выборная система США построена на принципах федерализма, по сути штаты выбирают главу союза штатов как федерации.[уточнить]

## Интересные факты
- Общие расходы Демократической и Республиканской партий США на предвыборные кампании по промежуточным выборам в Конгресс США 2006 г. достигли 2,4 млрд долл., в частности, американские нефтегиганты и табачные предприятия пожертвовали в общей сумме 161,6 млн долл, что сделало их крупнейшими спонсорами и крупнейшими победителями[3].

## Внешние ссылки
- Избирательная система США: правила и процедуры, недостатки и преимущества
- U.S. Voting Rights Timeline (англ.)